# Kortelisy
Kortelisy (en ukrainien : Кортеліси) est une commune rurale de l'oblast de Volhynie, en Ukraine. Sa population s'élevait à 1 213 habitants en 2001.

## Géographie
Kortelisy est située dans le raïon de Ratne, à 138 km au nord-ouest de Loutsk et à 4 km de la frontière biélorusse. 

## Histoire
Pendant la Seconde Guerre mondiale, le village a été complètement rasé le 23 septembre 1942 par les nazis pendant l'occupation de l'Union soviétique. Toute la population du village, soit 2 892 personnes, a été massacrée. Après la guerre le village est reconstruit par le régime soviétique. Kortelisy est l'un des 459 villages rasés par l'armée allemande en Ukraine pendant la guerre et dont la population a été massacrée.